# Císařská katedrála
Císařská katedrála (německy Kaiserdom) bylo původně označení pro katedrálu na území dnešního Německa, kterou nechal postavit císař nebo se zde byli voleni, respektive korunováni císaři Svaté říše římské. Zvláštností těchto staveb je dvojitý chór. Kromě obvyklého oltářního chóru je na opačné straně lodi další, ze kterého se účastnil bohoslužeb císař s doprovodem. To mělo představovat rovnováhu mezi mocí církve a mocí císaře.
První toto označení nesla katedrála ve Špýru, kterou nechal postavit Konrád II. Sálský kolem roku 1030 jako pohřebiště pro sálskou dynastii a Jindřich IV. ji nechal přestavět. Později byly takto označovány tři rýnské dómy: v Mohuči, Wormsu a Špýru. Dále katedrály v Cáchách a Frankfurtu nad Mohanem s názvem Kaiserdom, jako místa korunovací králů a císařů. Také bazilika ve Königslutteru a katedrála v Bambergu jsou „císařskými katedrálami“.

## Kaiserdom Frankfurt nad Mohanem
Císařská katedrála ve Frankfurtu nad Mohanem je perlou historického centra města. Tento středověký chrám sice není největším německým kostelem, nicméně historickými událostmi je jedním z nejvýznamnějších v celé Evropě. Navíc jsou dějinné události této katedrály úzce propojeny s Českými zeměmi, neboť český král a říšský císař Karel IV. přiřkl roku 1356 dokumentem Zlatá bula Frankfurtu nad Mohanem královské a císařské korunovační právo. Díky tomu byli po dlouhá staletí ve Frankfurtské císařské katedrále voleni a korunováni němečtí králové a císařové Svaté říše římské.
Správný název frankfurtské císařské katedrály je „kostel svatého Bartoloměje“. Tento kostel nebyl nikdy katedrálou v původním slova smyslu: sídlem biskupským. Tento čestný titul si „Kaiserdom“ vysloužil v 16. století díky historickým událostem významným pro Svatou říši římskou.
Nejstarší zmínka o frankfurtské katedrále je z roku 680. Nad hrobem dívky z královského rodu byl postaven meronvinský kostel o délce cca 12 m, předchůdce kostela. Původní stavba byla v roce 794 rozšířena na požadavek řišského císaře Karla Velikého. Z kaple karolínských a ottovských pánů se později rozvinul klášter. Němečtí králové a císařové Svaté Říše Římské byli v Kaiserdomu voleni od 12. století. Od roku 1562 se zde konaly velkolepé korunovační obřady. Dějinné události přispěly k architektonickému rozmachu, který byl za účelem pozvednutí významu tohoto místa stále rozšiřován. V roce 1315 byl vystavěn hlavní kůr, v roce 1342 se přistavila příčná loď, v roce 1415 město dokonce obětovalo původní pozemek s městskou radnicí k vybudování hlavní věže, která měla symbolizovat hrdost občanů města Frankfurt na hlavní farní kostel. V roce 1867 byl Kaiserdom vlivem požáru velmi poškozen. Zničená byla raně gotická loď a interiér. Kostel byl však zrenovován a přestavěn do současné novogotické podoby. Vedle historického politického významu byl Kaiserdom samozřejmě vždy místem k uctívání Boha, což obyvatelé Frankfurtu využívají dodnes.
Ve vstupní novogotické hale, vybudované v 19. století mistrem Franzem Josephem von Denzingrem, se nachází barokní oltář Svaté Trojice. Je to jediný dochovaný objekt z období vrcholného baroka.
V prostorách křížové cesty umístěné při vstupu vlevo od hlavních dveří je Muzeum katedrály (Dommuseum) s archeologickými skvosty klenotnice Kaiserdomu z období 15. až 19. století.
V katedrální věži je umístěno sousoší Ukřižování mohučského sochaře Hanse Backoffena z roku 1509. Toto sousoší se původně nacházelo na hřbitově za katedrálou, avšak z důvodu nepříznivých povětrnostních podmínek bylo přesunuto do interiéru. Tato věž je vysoká 94,75 m, výška stropu uvnitř čítá 23 m.
V centru katedrály se nachází ostrovní oltář z Euvillského vápence od Ulricha Hahna z roku 1993. Dnes se zde konají bohoslužby, v minulosti se zde konaly korunovace. V období středověku, kdy došlo k rozšíření katedrály, bylo nutné vyřešit nerovnosti stropních podhledů. Architekt Madern Gerthener působil ještě jako učeň na dvoře Karla IV. u mistra Petra Parléře. Gerthener se o několik let později nechal při stavbě Kaiserdomu inspirovat žebrováním z katedrály svatého Víta v Praze.
Výklenky příčné lodi zdobí dřevěné oltáře, sestavené z originálních gotických elementů, které nechal v 19. století sestavit městský farář a umělecký znalec E. F. A. Münzenberger.
V kapli panny Marie je originální gotický oltář Maria-Schlaf-Altar zobrazující skonání a vzkříšení Matky Marie. Tato část katedrály je považována za skvost. Kaple jako jediná nebyla za války zničena, proto je zde možné obdivovat původní výzdobu zdí z 19. století, včetně zachovalé originální okenní vitráže. Navíc je zde umístěn zcela zachovalý oltář vytesaný z kamene a vyrobený v letech 1434-1438.
Původní kaple svaté Magdalény je vzpomínkou na život a vzkříšení Ježíše Krista. Je zde umístěn jeho hrob. Na severní zdi kaple naproti oknu je umístěn obraz českého malíře vrcholného baroka Petra Brandla Úmrtí Máří Magdalény.
Jižní stranu příčné lodi zabírají novodobé varhany z dílny Klais z Bonnu, vyrobené roku 1957. Na východní zdi je umístěn svatostánek z 15. století s kosterními pozůstatky apoštola Bartoloměje (kus lebky).
Západní zeď severní příčné lodě zdobí obraz Anthonise van Dycka Oplakání Christa, který v roce 1854 darovala Kaiserdomu rodina Brentano. Ve zdech jsou náhrobky významných patriciů, kteří měli vztah k Frankfurtu. Volební kaple, tzv. Wahlkapelle, původně kaple sv. Petra a Marcellina, byla místem setkání sedmi kurfiřtů při volbě císaře a krále (volební právo vyplývající ze Zlaté buly Karla IV. z roku 1356). Dnes kaple slouží veřejnosti převážně k duchovním rozpravám.
Vyvýšený chór zdobí gotické dřevěné lavice, na kterých se v minulosti církevní hodnostáři modlili pětkrát denně za krále, město a farnost. Fresky na zdech a celková výzdoba chóru jsou vzpomínkou na patrony a svaté ochránce kostela, svatého apoštola Bartoloměje a císaře Karla Velikého.
Gotický hlavní oltář v apsidě zobrazuje scény z Ježíšova umučení a vzkříšení a postavy apoštolů a církevních Otců. Eucharistie je uchovávána ve svatostánku stojícím vlevo.[zdroj?]

## Císařské katedrály

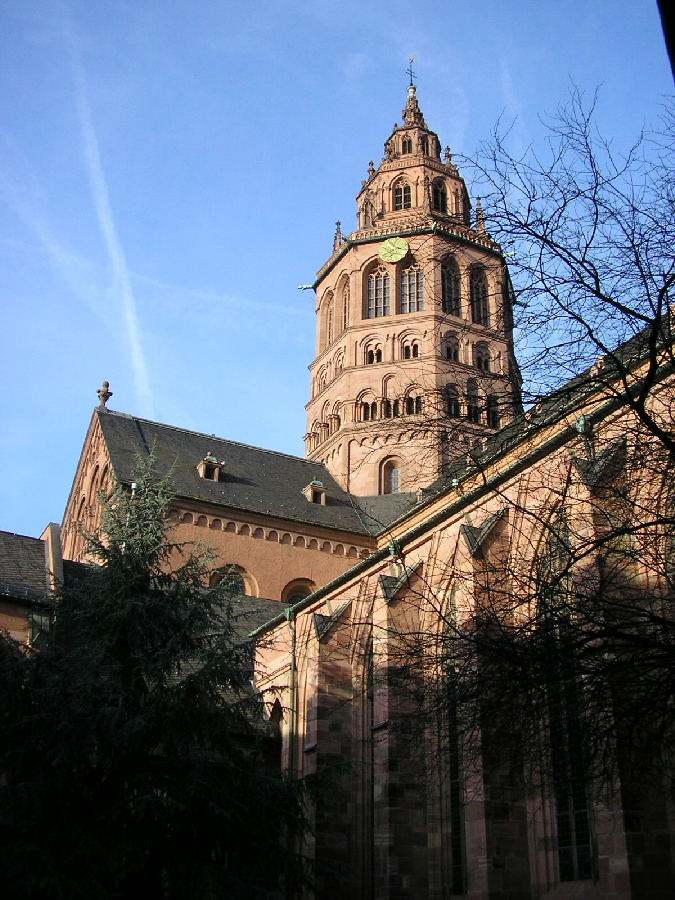
Katedrála svatého Martina z Tours a svatého Štěpána v Mohuči
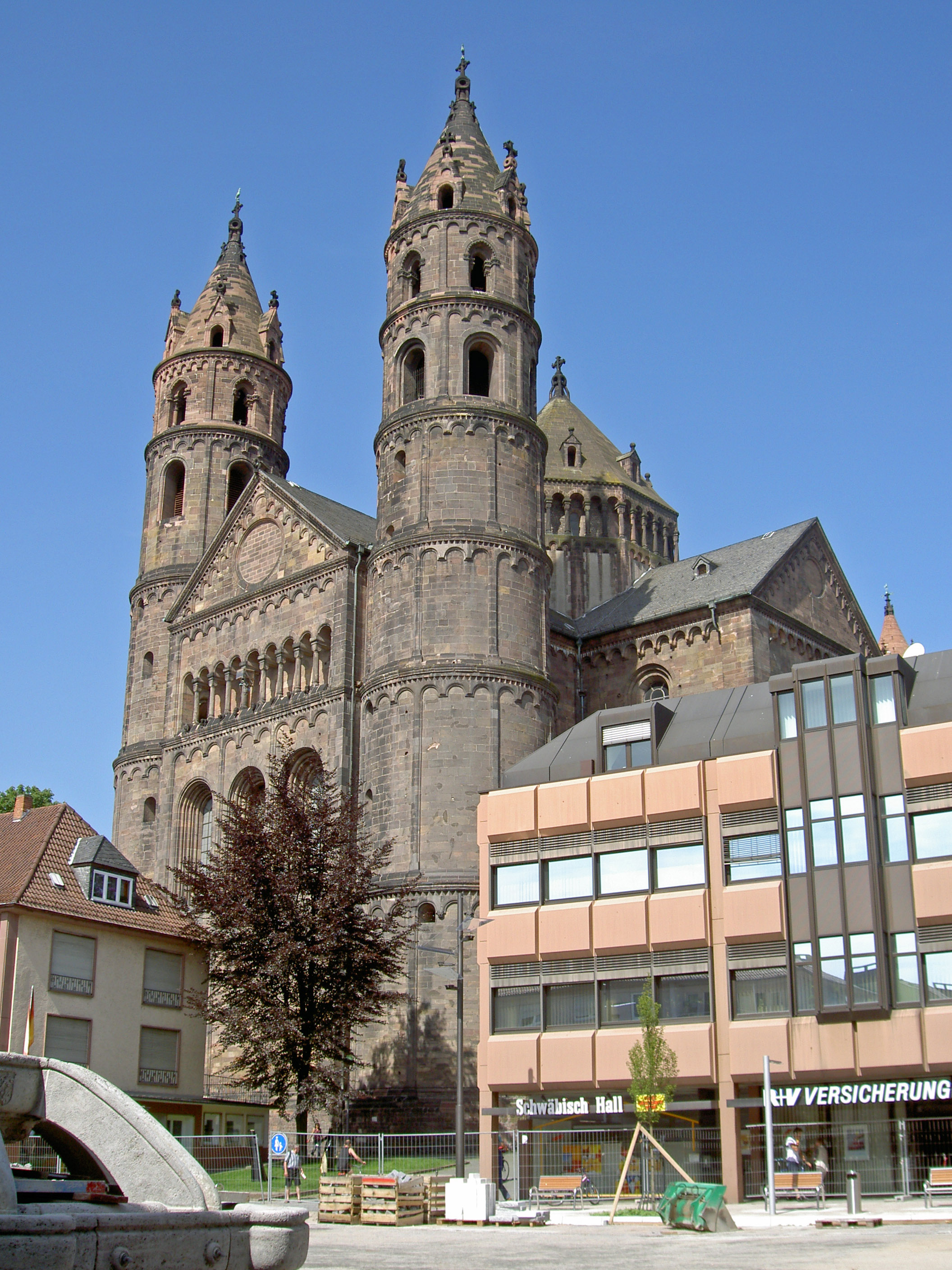
Katedrála ve Wormsu
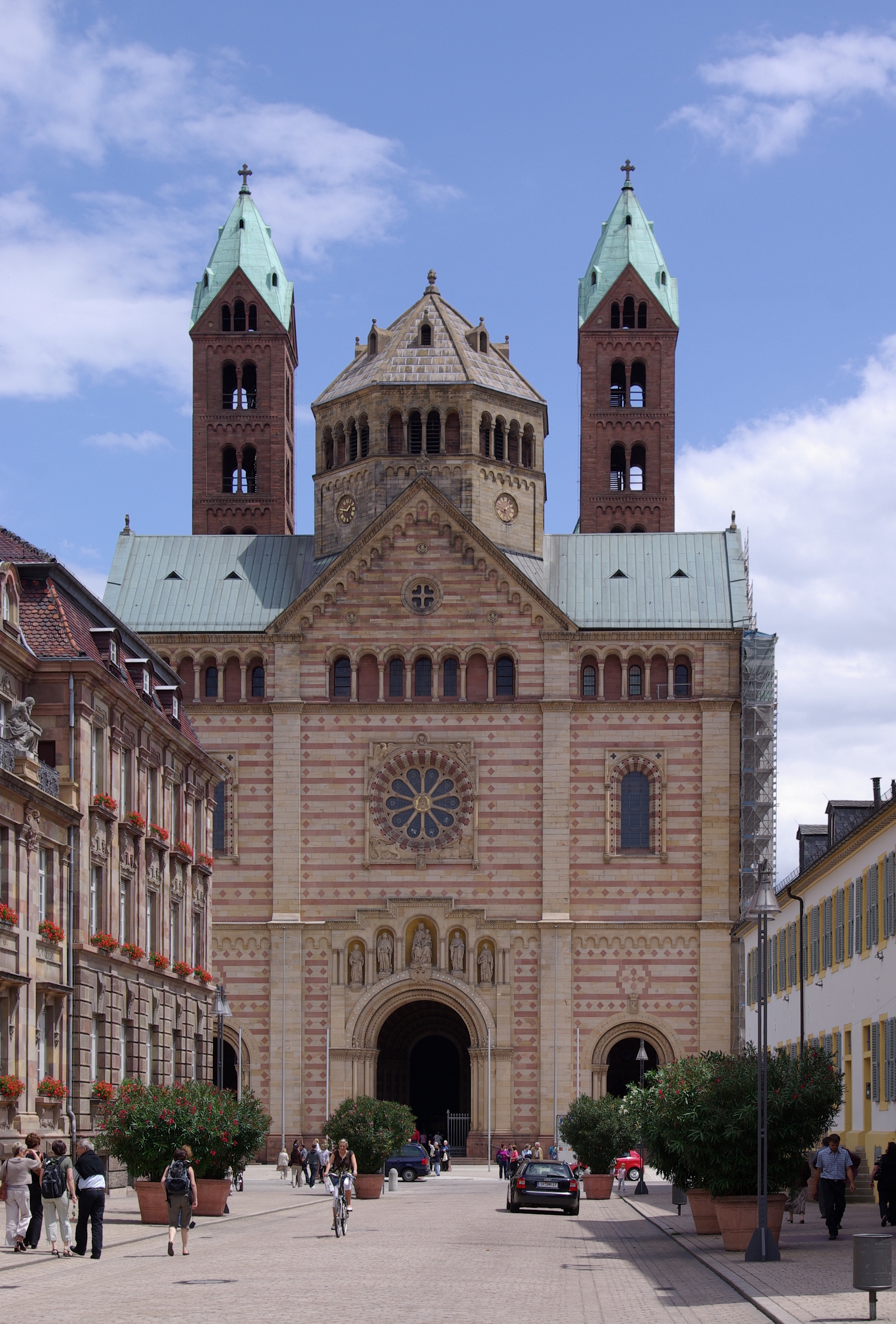
Katedrála ve Špýru
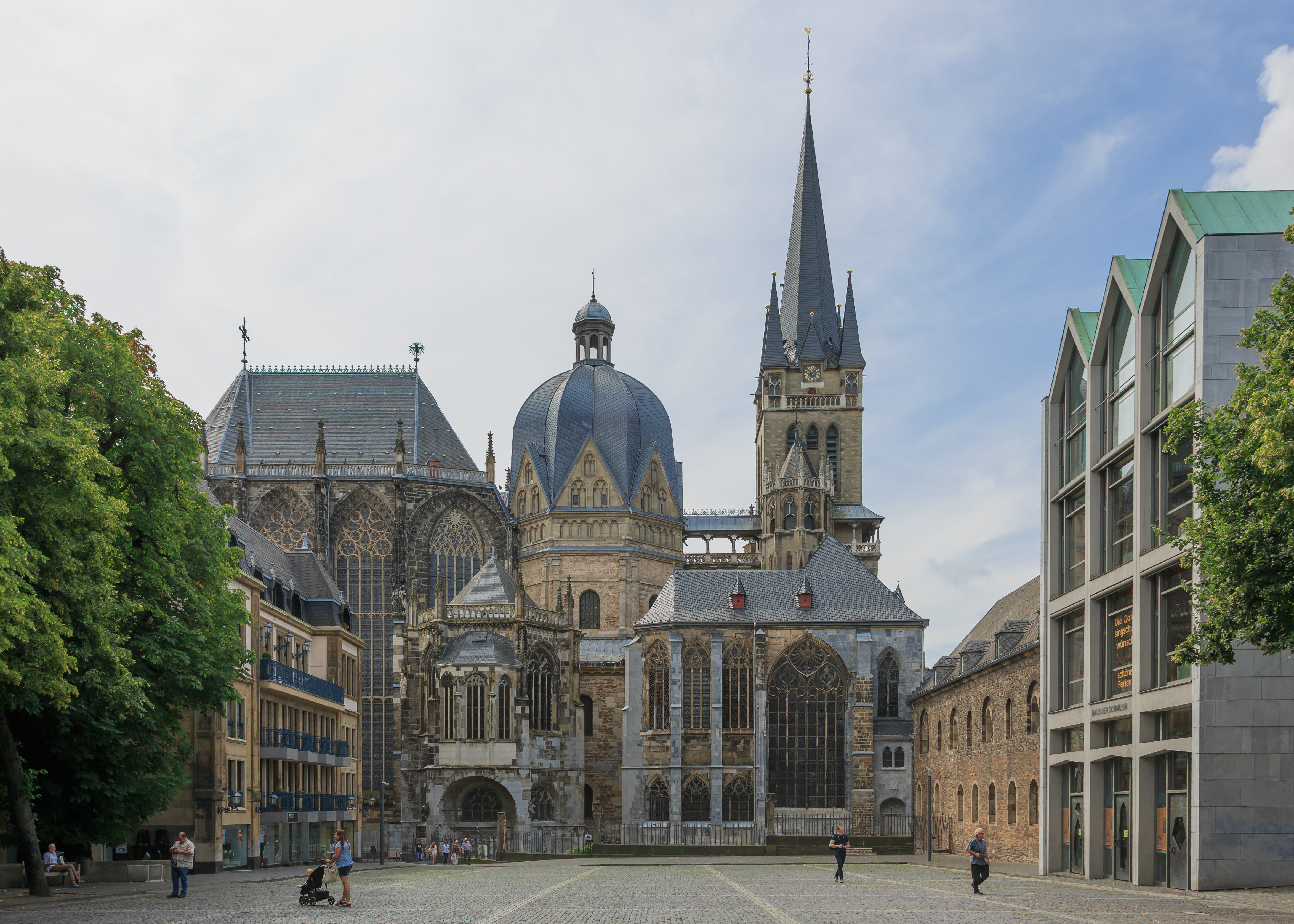
Katedrála Panny Marie v Cáchách
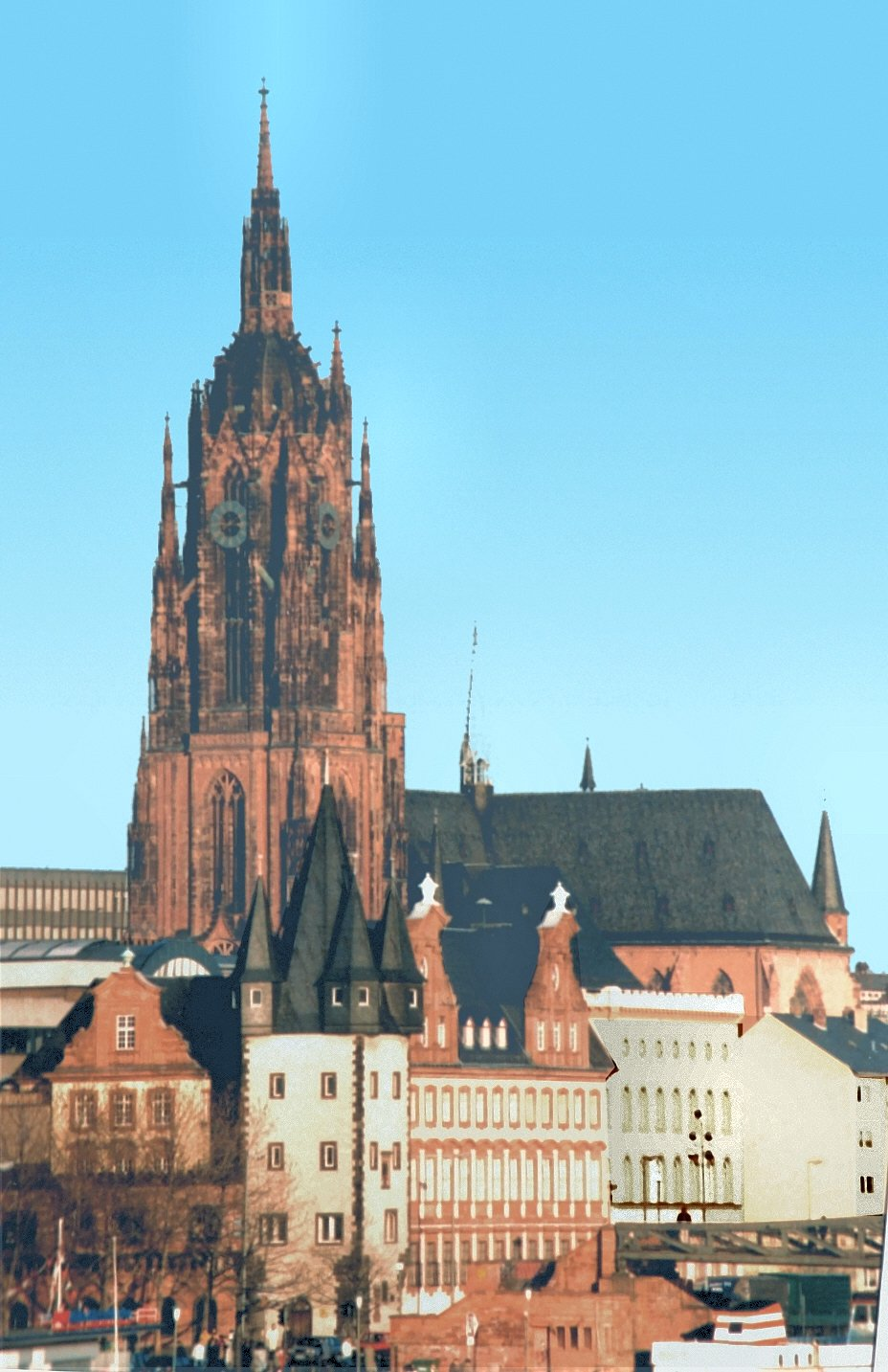
Katedrála ve Frankfurtu
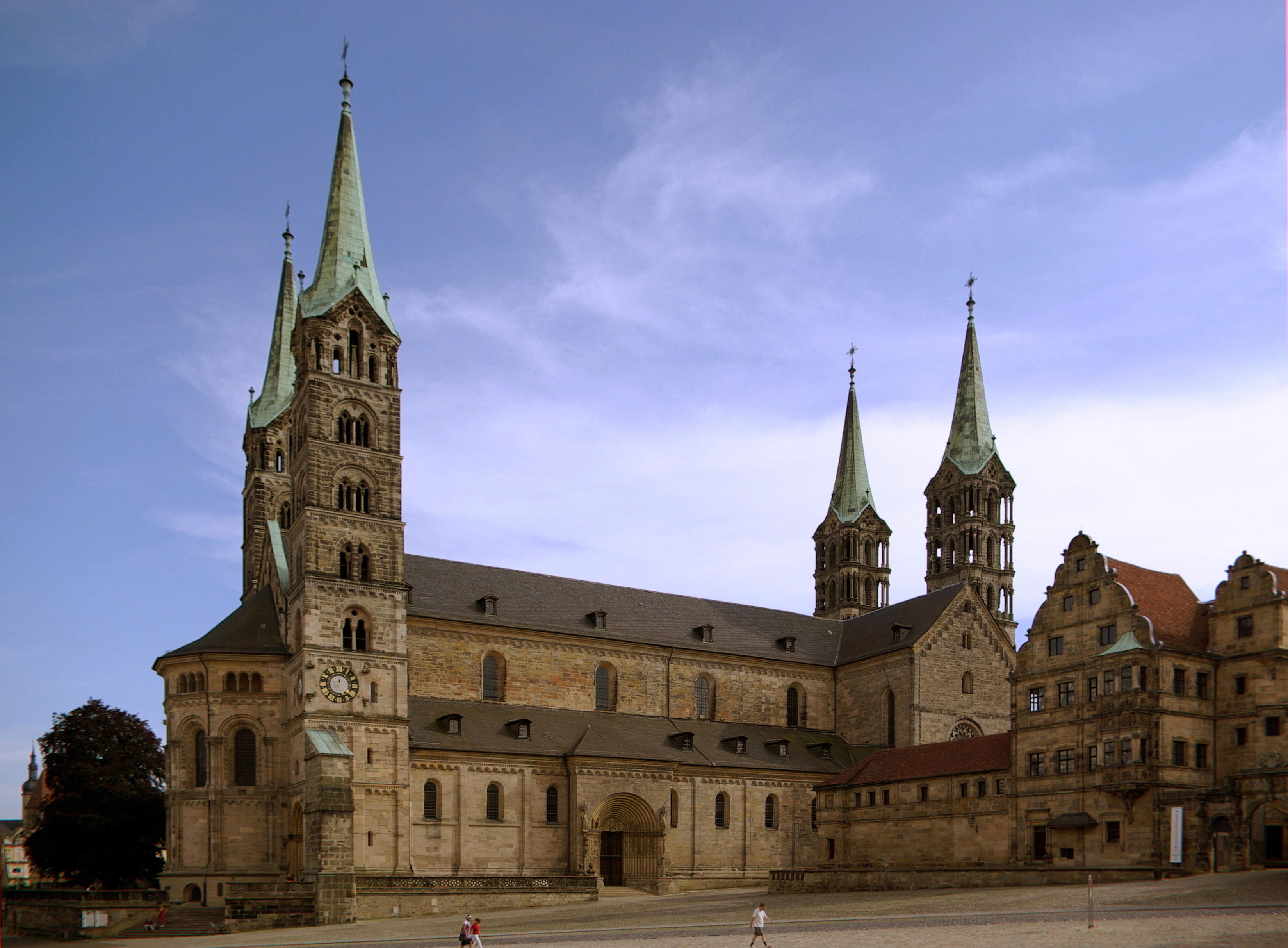
Katedrála v Bambergu
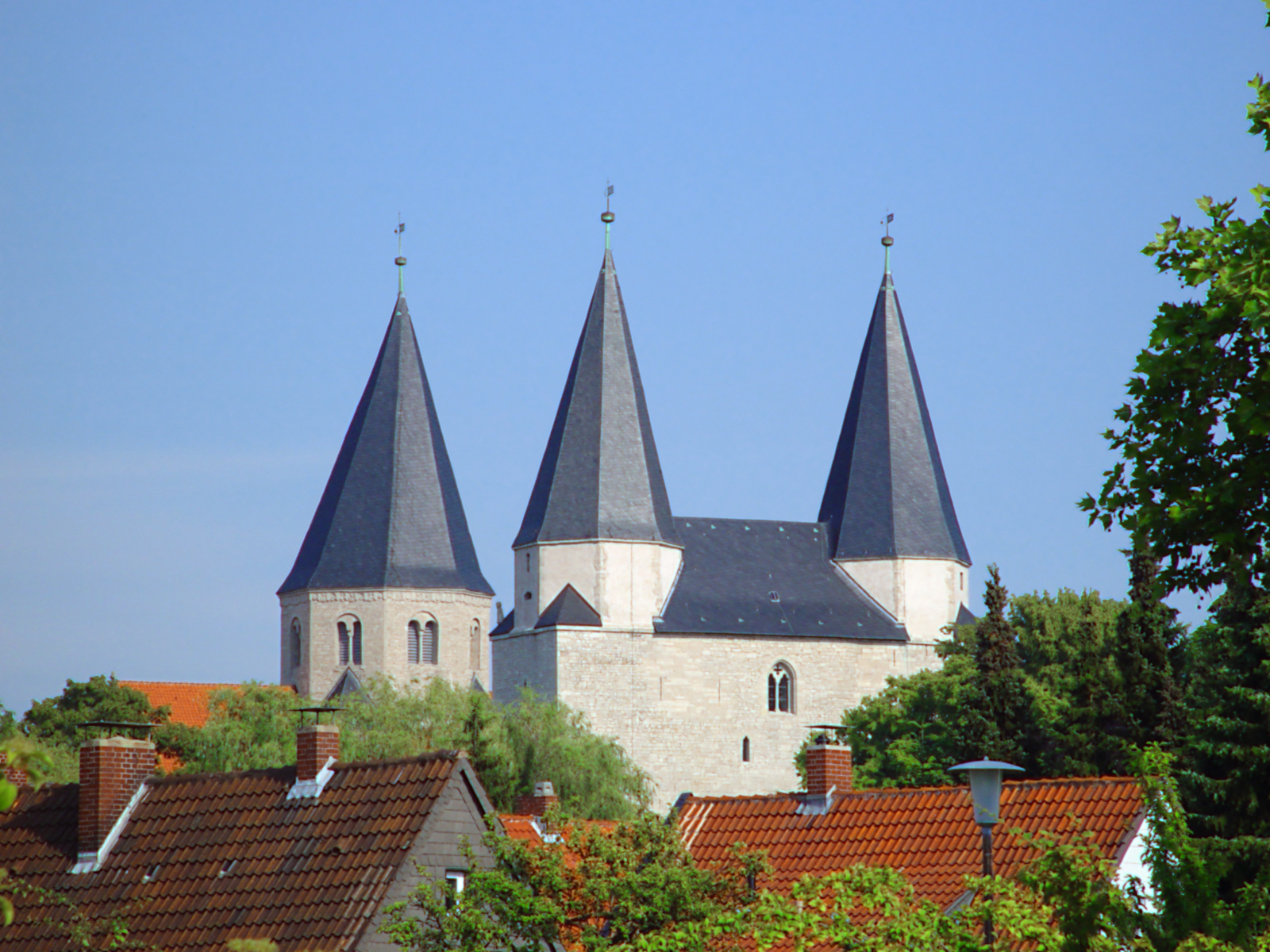
Kaiserdom v Königslutteru